# KK Zrinski Tuzla
KK Zrinski je bivši košarkaški klub iz Tuzle, Bosna i Hercegovina. 

## Povijest
KK Zrinski je osnovan u Tuzli poslije osamostaljenja BiH. Sjedište je Goste Lazarevića 146, Tuzla. Natjecao se u najjačoj bh. ligi. Godine 1998. godine bio je drugi.
S radom je počeo ratne 1993. godine. Ratnih godina imao je dobru momčad sastavljenu od iskusnih košarkaša kao i nekoliko mlađih igrača. Na ratnoj Olimpijadi ’93. u Tuzli bili su drugi, izgubivši u finalu od tada neprikosnovene Sloboda-Dite. Natjecao se u elitnom razredu bh.košarke 1995./96. godine. Nakon toga osipa se igrački kadar, te klub nastupa bez ambicija nekoliko sezona u drugoj ligi. Nedugo zatim potpuno se ugasio klub. Predsjednik Zrinjskog bio je Stijepo Pranjić dok je menadžer kluba bio Franjo Bosankić. Najbolje je rezultate postizao pod vodstvom trenera Zdenka Pavića, njegov pomoćnik bio je Vlatko Šeparović, dok su ekipu činili Iličković, Jurić, Zec, Delalić, Čolo, Banjac, Jahić, Tešić, Softić, Pašalić, Salkić, Ibrišimović, Osmić, Todorović. Za Zrinskog je također igrao bivši kadetski reprezentativac Mehmedalija Dragić.

## Vanjske poveznice
- Bhbasket.ba Čola, Kinđe, Zoka, Jurke…Zrinski iz Tuzle